# 佐藤ルミナ
佐藤 ルミナ（さとう ルミナ、1973年12月29日 - ）は、日本の男性元総合格闘家。神奈川県小田原市出身。roots主宰。元修斗環太平洋ライト級王者。
躍動感にあふれ常に一本勝ちを狙うアグレッシブなファイトスタイルに、跳びつき腕ひしぎ十字固めによる6秒勝利などの派手な秒殺を繰り広げ「修斗のカリスマ」と呼ばれた。

## 来歴
高校卒業後、浪人生活の傍ら修斗を学ぶため木口道場に入門し、朝日昇から修斗の基礎を学んだ。翌年、日本体育大学体育学部体育学科に合格。全日本アマチュア修斗選手権で準優勝した後、1994年11月にプロデビューした。
1996年7月7日、VALE TUDO JAPAN '96でジョン・ルイスと対戦し、時間切れ引き分け。
1997年1月18日、修斗でヒカルド・"リッキー"・ボテーリョと対戦し、ヒールホールドで一本勝ち。
1997年11月29日、VALE TUDO JAPAN '97でジョン・ルイスと再戦し、腕ひしぎ十字固めで一本勝ち。
1998年10月25日、VALE TUDO JAPAN '98でアンドレ・ペデネイラスと対戦し、TKO負け。
1999年1月15日、修斗でチャールズ・テイラーと対戦し、開始6秒で跳びつき腕ひしぎ十字固めによる一本勝ち。
1999年5月29日、修斗ウェルター級（-70kg）王座決定戦で宇野薫と対戦し、スリーパーホールドで一本負けを喫し王座獲得に失敗した。
1999年12月11日、VALE TUDO JAPAN '99でハファエル・コルデイロと対戦し、開始61秒で膝十字固めで一本勝ち。
2000年4月15日、SuperBrawl 17でイーブス・エドワーズと対戦し、開始18秒でスリーパーホールドによる一本勝ち。
2000年12月17日、修斗ウェルター級タイトルマッチで王者の宇野薫と再戦し、右フックでKO負けを喫し王座獲得に失敗した。
2001年12月16日、修斗ウェルター級王座決定戦で五味隆典と対戦し、0-3の判定負けを喫し王座獲得に失敗した。
2003年3月18日、修斗でヨアキム・ハンセンと対戦し、TKO負け。
2003年12月14日、修斗でアレッシャンドリ・フランカ・ノゲイラと対戦し、フロントスリーパーで一本負け。
2004年5月、修斗でエリカス・ペトライティスと対戦し、一本勝ち。
2004年7月9日、修斗環太平洋ライト級（-65kg）王者決定トーナメント準々決勝でバオ・クァーチと対戦し、腕ひしぎ十字固めで一本勝ち。12月14日、準決勝で戸井田カツヤと対戦し、右フックでKO勝ち。2005年3月11日、決勝戦で石川真と対戦し、3-0の判定勝ちを収め王座獲得に成功した。
2005年8月20日、修斗でギルバート・メレンデスと対戦し、額のカットによりTKO負け。
2005年10月、地元・小田原市に格闘技ジム「roots」を設立した。
2005年12月17日、修斗環太平洋ライト級王座を返上した。
2008年11月29日、修斗で日沖発と対戦し、TKO負け。
2009年2月11日、初出場となったシュートボクシングでマイク・キャンベルと対戦し、タオル投入によるTKO勝ちを収めた。
2009年5月10日、修斗世界ライト級タイトルマッチで王者のリオン武に挑戦し、先にダウンを奪ったがパウンドで逆転TKO負けを喫し王座獲得に失敗した。
2009年7月11日、ラスベガスで開催されたUFC FAN EXPO内でのグラップリング大会（Grapplers Questとの共催）のスーパーファイトでユリシーズ・ゴメスと対戦。Grapplers Questの大会で7度の優勝を果たしている相手に、開始2分余りでV1アームロックによる一本勝ちを収めた。
2009年10月30日、VALE TUDO JAPAN 09でコリー・グラントと対戦し、パウンドでKO勝ち。当初はジョー・ウォーレンとの対戦が発表されていたが、10月22日にウォーレンの左足靱帯損傷による欠場が発表され、ウォーレンの同門グラントとの対戦が決定した。
2010年5月30日、修斗で松根良太と対戦し、右膝蹴りでダウンを奪ったところにパウンドで追撃しKO勝ち。
2012年12月24日、VTJ 1stで所英男と対戦し、パウンドでKO負けを喫した。
2014年5月5日、プロフェッショナル修斗25周年記念大会で引退セレモニーを行った。

## 人物・エピソード
- 一見女性のような「留美奈」という名の由来は、ラテン語の「月」を意味する「ルナ(Luna)」と「狼」を意味する「ルピナス(Lupinus)」*の2つの単語を合わせて父親が命名したもの。このため「月狼（ツキオオカミ）」というニックネームが付けられている（正確にはラテン語の狼は「ルプス(Lupus)」であり、「ルピナス」は「ルプス」を語源とする豆科の植物名である）。
- 桜井速人、エンセン井上、朝日昇らとともに修斗四天王と言われた。

- 所謂「おしゃれな格闘家」の元祖であり、数々のファッション誌にモデルとして登場。ファッションと格闘技を結びつけたことにより格闘技のマイナスイメージを払拭した。
- かつては藤原紀香とのお泊まりデートの様子を写真週刊誌にスクープされるなど芸能界との交際関係も深く、ロンドンブーツ1号2号の田村亮やCHEMISTRYなど、試合会場に芸能人の姿が多く見られた。
- 趣味は多彩で、冬はスノーボード、夏はサーフィンを楽しみ、エアガンの収集やフリークライミング等も行う。

## 戦績

### 総合格闘技
| 総合格闘技 戦績 | 総合格闘技 戦績 | 総合格闘技 戦績 | 総合格闘技 戦績 | 総合格闘技 戦績 | 総合格闘技 戦績 | 総合格闘技 戦績 |
| --------------- | --------------- | --------------- | --------------- | --------------- | --------------- | --------------- |
| 45 試合         | (T)KO           | 一本            | 判定            | その他          | 引き分け        | 無効試合        |
| 26 勝           | 5               | 18              | 3               | 0               | 2               | 0               |
| 17 敗           | 10              | 5               | 2               | 0               | 2               | 0               |

| 勝敗 | 対戦相手                             | 試合結果                           | 大会名                                                                              | 開催年月日     |
| ×    | 所英男                               | 1R 0:39 KO（パウンド）             | VTJ 1st                                                                             | 2012年12月24日 |
| ×    | ニコ・ファレイゼン                   | 1R 4:17 KO（右ストレート）         | SHOOT the SHOOTO 2011                                                               | 2011年11月5日  |
| ×    | 上田将勝                             | 1R 4:23 KO（左ミドルキック）       | 修斗 SHOOTOR’S LEGACY 03                                                            | 2011年7月18日  |
| ○    | 松根良太                             | 2R 0:21 KO（膝蹴り→パウンド）      | 修斗 The Way of SHOOTO 03 〜Like a Tiger, Like a Dragon〜                           | 2010年5月30日  |
| ○    | コリー・グラント                     | 1R 3:20 KO（膝蹴り→パウンド）      | VALE TUDO JAPAN 09                                                                  | 2009年10月30日 |
| ×    | リオン武                             | 1R 4:41 TKO（パウンド）            | "修斗伝承 ROAD TO 20th ANNIVERSARY FINAL" 【修斗世界ライト級チャンピオンシップ】    | 2009年5月10日  |
| ×    | 日沖発                               | 1R 3:32 TKO（マウントパンチ）      | "修斗伝承 04" ROAD TO 20th ANNIVERSARY                                              | 2008年11月29日 |
| ×    | 田村彰敏                             | 3R 2:37 スリーパーホールド         | "修斗伝承 01" ROAD TO 20th ANNIVERSARY                                              | 2008年5月3日   |
| ×    | 門脇英基                             | 1R 4:09 門脇スペシャル             | 修斗 BACK TO OUR ROOTS 05                                                           | 2007年9月22日  |
| ○    | アウグスト・フロタ                   | 1R 1:21 TKO（頭部カット）          | 修斗 BACK TO OUR ROOTS 02                                                           | 2007年3月16日  |
| ×    | アントニオ・カルバーリョ             | 2R 0:49 TKO（マウントパンチ）      | 修斗 SHOOTO The victory of The truth                                                | 2006年2月17日  |
| ×    | ギルバート・メレンデス               | 1R 1:32 TKO（額カット）            | 修斗 ALIVE ROAD                                                                     | 2005年8月20日  |
| ○    | 石川真                               | 5分3R終了 判定3-0                  | 修斗 【環太平洋ライト級王者決定トーナメント 決勝】                                  | 2005年3月11日  |
| ○    | 戸井田カツヤ                         | 2R 1:21 KO（右フック）             | 修斗 【環太平洋ライト級王者決定トーナメント 準決勝】                                | 2004年12月14日 |
| ○    | バオ・クァーチ                       | 1R 3:02 腕ひしぎ十字固め           | Shooto Hawaii: Soljah Fight Night 【環太平洋ライト級王者決定トーナメント 準々決勝】 | 2004年7月9日   |
| ○    | エリカス・ペトライティス             | 2R 2:20 三角絞め                   | 修斗                                                                                | 2004年5月3日   |
| ×    | アレッシャンドリ・フランカ・ノゲイラ | 1R 0:41 フロントスリーパーホールド | 修斗                                                                                | 2003年12月14日 |
| ○    | ライアン・アッカーマン               | 1R 2:12 ヒールホールド             | 修斗                                                                                | 2003年6月27日  |
| ×    | ヨアキム・ハンセン                   | 1R 2:09 TKO（パウンド）            | 修斗                                                                                | 2003年3月18日  |
| △    | タクミ                               | 5分3R終了 判定1-0                  | 修斗                                                                                | 2002年11月15日 |
| ×    | ハビエル・バスケス                   | 5分3R終了 判定0-3                  | 修斗                                                                                | 2002年6月29日  |
| ×    | 五味隆典                             | 5分3R終了 判定0-3                  | 修斗 SHOOTO TO THE TOP -THE FINAL ACT- 【修斗ウェルター級王座決定戦】               | 2001年12月16日 |
| ○    | マーシオ・クロマド                   | 5分3R終了 判定3-0                  | 修斗 SHOOTO TO THE TOP in OSAKA                                                     | 2001年8月26日  |
| ×    | 宇野薫                               | 1R 2:21 KO（右フック）             | 修斗 R.E.A.D. 〜2000 SHOOTO〜 【修斗ウェルター級チャンピオンシップ】                | 2000年12月17日 |
| ○    | 桑原卓也                             | 3R 負傷判定3-0                     | 修斗 R.E.A.D. 〜2000 SHOOTO〜                                                       | 2000年8月27日  |
| ○    | イーブス・エドワーズ                 | 1R 0:18 スリーパーホールド         | SuperBrawl 17                                                                       | 2000年4月15日  |
| ○    | ハファエル・コルデイロ               | 1R 1:01 膝十字固め                 | VALE TUDO JAPAN '99                                                                 | 1999年12月11日 |
| ○    | フィル・ジョーンズ                   | 1R 0:54 アンクルホールド           | 修斗 the Renaxis 1999 in Osaka                                                      | 1999年10月29日 |
| ×    | 宇野薫                               | 3R 4:02 スリーパーホールド         | 修斗 the Renaxis 1999 "10 Years Anniversary" 【修斗ウェルター級王座決定戦】         | 1999年5月29日  |
| ○    | チャールズ・テイラー                 | 1R 0:06 跳びつき腕ひしぎ十字固め   | 修斗 the Renaxis 1999 "Devilock Fighters"                                           | 1999年1月15日  |
| ×    | アンドレ・ペデネイラス               | 1R 4:20 TKO（パウンド）            | VALE TUDO JAPAN '98                                                                 | 1998年10月25日 |
| ○    | マイケル・ビュール                   | 1R 0:31 腕ひしぎ十字固め           | Shoot the Shooto XX                                                                 | 1998年4月26日  |
| ×    | ジョエル・ギャルソン                 | 1R 3:53 腕ひしぎ十字固め           | 修斗                                                                                | 1998年3月1日   |
| ○    | ジョン・ルイス                       | 2R 1:23 腕ひしぎ十字固め           | VALE TUDO JAPAN '97                                                                 | 1997年11月29日 |
| ○    | モーリス・コーリー                   | 1R 2:01 ストレートアームバー       | 修斗                                                                                | 1997年10月12日 |
| ○    | アラン・フリード                     | 1R 0:59 腕ひしぎ十字固め           | 修斗                                                                                | 1997年8月27日  |
| ○    | アリ・ミホウビ                       | 1R 2:21 ヒールホールド             | 修斗                                                                                | 1997年4月6日   |
| ○    | ヒカルド・"リッキー"・ボテーリョ     | 3R 1:24 ヒールホールド             | 修斗                                                                                | 1997年1月18日  |
| △    | ジョン・ルイス                       | 8分3R終了 時間切れ                 | VALE TUDO JAPAN '96                                                                 | 1996年7月7日   |
| ○    | 九平                                 | 1R 4:04 スリーパーホールド         | 修斗                                                                                | 1996年3月5日   |
| ○    | 鈴木マサト                           | 1R 3:00 腕ひしぎ十字固め           | 修斗                                                                                | 1996年1月20日  |
| ○    | 大杉勇                               | 1R 2:01 跳びつき三角絞め           | 修斗                                                                                | 1995年9月26日  |
| ○    | ロン・バリッキー                     | 1R 2:14 腕ひしぎ十字固め           | 修斗                                                                                | 1995年7月29日  |
| ○    | 矢野勝義                             | 1R 2:23 TKO（パンチ連打）          | 修斗                                                                                | 1995年6月4日   |
| ○    | マイケル・マコラフ                   | 2R 2:18 膝固め                     | 修斗                                                                                | 1994年11月7日  |

### グラップリング
| 勝敗 | 対戦相手                       | 試合結果              | 大会名                                                  | 開催年月日    |
| ×    | 松本義彦                       | 5分2R終了 ポイント2-6 | 修斗 SHOOTO GIG SAITAMA 01 〜斗うことの誇り。           | 2009年8月9日  |
| ○    | ユリシーズ・ゴメス             | V1アームロック        | UFC FAN EXPO                                            | 2009年7月11日 |
| ○    | 今成正和                       | チョークスリーパー    | 第7回全日本コンバットレスリング選手権 【76kg級 決勝】   | 2001年3月21日 |
| ○    | 松永茂文                       | チョークスリーパー    | 第7回全日本コンバットレスリング選手権 【76kg級 準決勝】 | 2001年3月21日 |
| ○    | 黒田徹士                       | 膝十字固め            | 第7回全日本コンバットレスリング選手権 【76kg級 3回戦】  | 2001年3月21日 |
| ○    | 高屋祐規                       | ポイント              | 第7回全日本コンバットレスリング選手権 【76kg級 2回戦】  | 2001年3月21日 |
| ×    | ティト・オーティズ             | ノースサウスチョーク  | ADCC 2000 【無差別級 1回戦】                            | 2000年3月3日  |
| ×    | ビトー・"シャオリン"・ヒベイロ | ポイント              | ADCC 2000 【77kg未満級 1回戦】                          | 2000年3月1日  |

### キックボクシング
| 勝敗 | 対戦相手           | 試合結果                  | 大会名                                   | 開催年月日    |
| ○    | マイク・キャンベル | 2R 2:14 TKO（タオル投入） | SHOOT BOXING 2009 武志道-bushido- 其の壱 | 2009年2月11日 |

## 獲得タイトル
- 第2回全日本コンバットレスリング選手権 68kg級 優勝（1996年）
- 第3回全日本コンバットレスリング選手権 69kg級 優勝（1997年）
- 第7回全日本コンバットレスリング選手権 76kg級 優勝（2001年）
- 初代修斗環太平洋ライト級王座（2005年）